# مندوتا هایتس (مینه‌سوتا)
مندوتا هایتس (به انگلیسی: Mendota Heights) شهری در شهرستان داکوتا ایالت مینه‌سوتا در کشور ایالات متحده آمریکا است که جمعیت آن در سرشماری سال ۲۰۱۰ میلادی، ۱۱۰۷۱ نفر بوده‌است.